# Tsjaad op de Olympische Zomerspelen 2024
Tsjaad nam deel aan de Olympische Zomerspelen 2024 in Parijs, Frankrijk.

## Aantal deelnemers
Hieronder volgt een overzicht van de atleten die deelnamen aan de Olympische Zomerspelen van 2024.
| Sport        | Mannen | Vrouwen | Totaal |
| ------------ | ------ | ------- | ------ |
| Atletiek     | 1      | 0       | 1      |
| Boogschieten | 1      | 0       | 1      |
| Judo         | 0      | 1       | 1      |
| totaal       | 2      | 1       | 3      |

## Deelnemers en resultaten

### Atletiek

#### Loopnummers
Mannen
| atleet            | onderdeel | series | series | herkansingen | herkansingen | halve finale | halve finale | finale  | finale |
| atleet            | onderdeel | tijd   | rang   | tijd         | rang         | tijd         | rang         | tijd    | rang   |
| ----------------- | --------- | ------ | ------ | ------------ | ------------ | ------------ | ------------ | ------- | ------ |
| Valentin Betoudji | marathon  | n.v.t. | n.v.t. | n.v.t.       | n.v.t.       | n.v.t.       | n.v.t.       | 2.32.11 | 70     |

### Boogschieten
Mannen
| atleet        | onderdeel   | plaatsingsronde | plaatsingsronde | eerste ronde         | tweede ronde         | derde ronde          | kwartfinale          | halve finale         | finale / BM          | finale / BM    |
| atleet        | onderdeel   | score           | rang            | tegenstander uitslag | tegenstander uitslag | tegenstander uitslag | tegenstander uitslag | tegenstander uitslag | tegenstander uitslag | rang           |
| ------------- | ----------- | --------------- | --------------- | -------------------- | -------------------- | -------------------- | -------------------- | -------------------- | -------------------- | -------------- |
| Israel Madaye | individueel | 600             | 64              | Kim W-j V 0 - 6      | niet geplaatst       | niet geplaatst       | niet geplaatst       | niet geplaatst       | niet geplaatst       | niet geplaatst |

### Judo
Vrouwen
| atlete          | onderdeel | eerste ronde         | tweede ronde         | kwartfinale          | halve finale         | herkansing           | finale / BM          | finale / BM    |
| atlete          | onderdeel | tegenstander uitslag | tegenstander uitslag | tegenstander uitslag | tegenstander uitslag | tegenstander uitslag | tegenstander uitslag | rang           |
| --------------- | --------- | -------------------- | -------------------- | -------------------- | -------------------- | -------------------- | -------------------- | -------------- |
| Demos Memneloum | −70 kg    | Pogačnik V 00 - 10   | niet geplaatst       | niet geplaatst       | niet geplaatst       | niet geplaatst       | niet geplaatst       | niet geplaatst |